# Alberto Costa (futbolista)
Alberto Costa (Santo Tirso, 29 de septiembre de 2003) es un futbolista portugués que juega de lateral derecho para el F. C. Porto de la Primeira Liga.

## Biografía
Tras empezar a formarse como futbolista en las categorías inferiores del Vitória de Guimarães, finalmente fue convocado por el primer equipo en la temporada de 2023-24, haciendo su debut el 11 de enero de 2024 en la Copa de Portugal contra el F. C. Penafiel.
El 15 de enero de 2025 se marchó traspasado a la Juventus F. C. por los cuatro años siguientes. Su debut con el equipo italiano se produjo el 26 de febrero en la Copa de Italia contra el Empoli F. C. Seis meses después de su llegada a Italia, y tras destacar en la Copa Mundial de Clubes de la FIFA dando dos asistencias y siendo titular en todos los partidos del equipo, regresó a Portugal para jugar en el F. C. Porto hasta 2030.

## Clubes
| Club                     | País     | Año       | Partidos | Goles |
| ------------------------ | -------- | --------- | -------- | ----- |
| Vitória de Guimarães "B" | Portugal | 2022-2024 | 45       | 3     |
| Vitória de Guimarães     | Portugal | 2024-2025 | 23       | 1     |
| Juventus F. C.           | Italia   | 2025      | 14       | 0     |
| F. C. Porto              | Portugal | 2025-     |          |       |